# René Mertens
René Mertens (Arendonk, 3 maart 1922 – Antwerpen, 9 april 2014) was een Belgisch wielrenner.
Hij won tijdens zijn carrière enkele koersen in Vlaanderen en nam deel aan de Ronde van Frankrijk 1948, maar reed die niet uit. In 2014 overleed hij plots bij de start van de Scheldeprijs 2014.

## Belangrijkste overwinningen
Mertens heeft o.a. de volgende prijzen behaald:
1947
- Scheldeprijs

1948
- Grote 1 Mei-Prijs - Ereprijs Victor De Bruyne

1952
- 2e Vaux sous Chèvremont-Poperinge

1953
- GP Roeselare
- Schaal Sels
- Roulers-Ath-Roulers

1954
- GP Roeselare

1955
- Omloop der Vlaamse Ardennen-Ichtegem

1955
- 2e GP Roeselare
- 3e Sint-Lievens-Esse

## Resultaten in voornaamste wedstrijden
| Jaar | Gent-Wevelgem |
| ---- | ------------- |
| 1954 | 6e            |
| 1955 | 6e            |
| 1966 | 37e           |